# Ораовица (Звечан)
Ораовица (алб. Rahovicë) је насеље у општини Звечан, смештено на надморској висини од 973 метара. У селу живи око 27 становника.

## Географски положај
Ораовица је са обе стране Ораховичког Потока, леве притоке Бањске Реке. Куће су по присојима Стрменца, Ћупине и Љескове Главе. Највиши крај села назива се Љескова Глава, а доњи Ријека. Брда Летовачка Чукара, Ћупине и Ћупине. Чукица деле Ораовицу од суседног насеља Рудина. Вода се употребљава са чесама Студене Воде, Сига–Воде, Стублине и са „јаза“ (вадe). Крај Лескова Глава узима воду са чесме код хана на Кадијачи. Кроз село протичу Бојов Поток, Коњски Поток, Жуто Цвијеће, Златни Поток и Бијели Поток.
Њиве су слабе. Оне су око кућа и на местима Острој Коси, Дугачкој Њиви, Лозишту, Малом Брду и по странама долина сеоских потока. Ливаде су по лазовима и на местима Гуџалишту, Висиовцу, Ћафи, Безистену и Ћупини; испаше су у долини Златног Потока, Јерининој Глави, Великом Преслу и по Рудинама. Један врх Њескове Главе назива се Закршће а други Бијели Пањ; државна шума је у Столовима и Пркачу, а то су највиши делови планине Церовика.

## Историја
У селу има приличан број старих, готово засутих рударских окана око Љескове Главе и у Златном Потоку. Народ их назива „подруминама“, јер имају хоризонталан положај. Крај села Љескова Глава забележен је 1832. године. По предању Ораовица се населила у 18. веку. Од још старијег становништва остало је гробље на Бријегу са старим, грубо клесаним надгробним плочама. У том гробљу има темеља од црквине. Садашње гробље је у крају Ријеци, а крај Љескова Глава има гробље у Бијелом Потоку. Ораовица је имала 1897. год. 5 кућа а 1910. 7 (Љескова Глава 3). Године 1948. Ораховица је имала 119 становника.

## Порекло становништво по родовима
Подаци из 2010. године:
- Ђуровићи, Јаковљевићи, 2 куће, Јовановићи, 2 куће, Св. Лука, су Ровчани, дед Ђуро дошао у Војмислиће на Ибру.
- Караџић, 1 кућа, Миленковић, 1 кућа, Св. Никола, дед из Ловца у Бањској ушао одиви у кућу.
- Бојовићи, 2 куће, Ђоковићи, 2 куће, Марићи, 2 куће, Милојковићи, 2 куће, Митровдан, су старији досељеници из Херцеговине, прешли из Грижана.
- Пауновићи, Милићи, 3 куће, су од Морачана Милића у Гркаји.
- Вуловић, 1 кућа, Митровдан, слава земље св. Никола, су досељени из Пасјег Потока.
- Пејовић, Миловановић, 1 кућа, је од Пејовића у Рудинама.

У крају Ријеци:
- Пантовић, 1 кућа, Св. Никола, је Куч.

У крају Љесковој Глави:
- Стојковића, Миљковићи, 4 куће, Митровдан, су пореклом из црногорске Херцеговине; крвни рођаци су им Мекодолци у Улијама – копаонички Ибар и у бањским селима Житковцу и Жеровници.

## Демографија
Према проценама из 2009. године које су коришћене за попис на Косову 2011. године, ово насеље је имало 27 становника, већина Срби.
| Година       | 1948 | 1953 | 1961 | 1971 | 1981 | 1991 | 2011 |
| ------------ | ---- | ---- | ---- | ---- | ---- | ---- | ---- |
| Становништво | 119  | 136  | 113  | 100  | 53   | 37   | 27   |

|  |